# Шлемюллер, Хуго
Хуго Шлемюллер (нем. Hugo Eduard Schlemüller; 2 октября 1872, Кёнигсберг, Пруссия — 7 августа 1918, Бад-Орб, Гессен) — немецкий виолончелист и композитор. Сын пианиста и музыкального критика Генриха Густава Шлемюллера (1841—1900), по материнской линии внук органиста Генриха Германа Вехтера.
С 1881 г. жил в Лейпциге, учился в Лейпцигском университете. Музыкальное образование получил в консерватории Готы под руководством виолончелистки Луизы Вандерслеб-Патциг, затем совершенствовал своё мастерство у Альвина Шрёдера и Юлиуса Кленгеля. Играл в мюнхенском Оркестре Кайма, затем в лейпцигском оркестре Ганса Виндерштайна, гастролировал как солист по Германии и России. В 1898 г. обосновался во Франкфурте-на-Майне, преподавал в Консерватории Хоха.
Написал для своего инструмента два концерта и ряд камерных пьес, также сочинял песни. Несколько миниатюр Шлемюллера, в особенности Perpetuum mobile из «Самых первых пьес для юных виолончелистов» (нем. Die allerersten Vortragsstueckchen des jungen Cellisten) Op.19 (1912), остаются в репертуаре начинающих инструменталистов.
Публиковался как музыкальный критик, в том числе в журнале Signale für die musikalische Welt. В 1910 г. основал собственное музыкальное издательство, выпустил в нём несколько своих книг, в том числе отчёт об итальянских гастролях Кёльнского мужского певческого общества.